# Das Mafia-Paradies – Kuba vor der Revolution 1959
Das Mafia-Paradies – Kuba vor der Revolution 1959 (Originaltitel: Cuba, Batista et la mafia) ist ein Dokumentarfilm von Bernhard Pfletschinger und Hans-Peter Weymar, über die amerikanische Mafia auf Kuba, vor der Revolution im Jahr 1959. Es handelt sich um eine Koproduktion der Hans-Peter Weymar Filmproduktion mit dem WDR, in Zusammenarbeit mit Arte.

## Handlung
Havanna, Mitte des 20. Jahrhunderts: Glücksspiel, Prostitution und Drogen gegen bares, als die Nacht zum Tag wurde und die amerikanische Mafia den Ton angab, bevor die kubanischen Revolutionäre im Jahr 1959 den kubanischen Diktator Fulgencio Batista stürzten und einen sozialistischen Staat errichteten.
Der kubanische Schriftsteller Enrique Cirules geleitet den Zuschauer durch den Dokumentarfilm, mit Themen wie die Geschäfte von Charles „Lucky“ Luciano und Meyer Lansky in New York, Las Vegas und überwiegend auf Kuba, wo sich die beiden ab den 1930er Jahren, wie später auch Albert Anastasia und Santo Trafficante, Jr. im Hotel Nacional de Cuba niederließen und von dort aus agierten.
Wir erfahren wie Lansky und Batista sich kennenlernten, eine Freundschaft entstand und Lansky somit diverse Privilegien genoss. Wir erfahren, dass Lucky Luciano im Januar 1946 durch die USA nach Italien ausgewiesen wurde, den Großraum Neapels nicht verlassen sollte und er sich somit illegal auf Kuba aufhielt.
Ende des Jahres 1946 luden Luciano und Lansky, hochrangige Mobster aus New York City, New Jersey, Buffalo, Chicago, New Orleans und Florida zur einwöchigen Tagung im Hotel Nacional de Cuba, welche als Havanna-Konferenz bekannt wurde. Kurz darauf wurde Lucianos Anwesenheit auf Kuba bemerkt und die USA zwangen Kuba siegreich, ihn wieder nach Italien auszuliefern.
Weitere Themen sind Frank Costello und die sogenannten Kefauver-Hearings in den USA sowie der Kampf von J. Edgar Hoover gegen die amerikanische Mafia im eigenen Land. Währenddessen finanzierten der kubanische Staat und die Mafia gemeinsam den Bau von Luxus-Hotels mit exklusiven Casinos unter der Kontrolle der Mafia, während Batista und seine Partner von den Einkünften profitierten und die Mafia so ihr Einkommen aus illegalen Drogengeschäften waschen konnte.
Wenige Jahre später tauchte Lansky in Havanna unter, da Batista mehr Casino-Gewinne für sich abgreifen wollte und zuließ, dass Albert Anastasia unbemerkt nach Kuba kam und von Lansky mehr Prozente aus dessen Kuba-Geschäften für die Familien in den Staaten forderte und Lansky dies aber ablehnte und verbreitete, dass er sich aus Kuba zurückziehe. Unmittelbar nach Anastasias Ermordung im Oktober 1957, tauchte Lansky wieder auf und eröffnete das Hotel Gran Caribe Habana Riviera.
Mit dem Sieg der Revolution im Jahr 1959 unter Fidel Castro, änderten sich die politischen Verhältnisse und die Spielkasinos und Hotels auf Kuba wurden verstaatlicht. Lansky zog sich aus Kuba zurück und bot für Castros Ermordung eine Million US-Dollar an – vergeblich. Später kooperierte die Mafia nachweislich mit der CIA, um die Revolution zu enthaupten und den Sturz von Castro zu unterstützen – vergeblich. Castro wendete sich für Schutz an die Sowjetunion, die Ende 1962 Verstärkung nach Kuba entsendete. John F. Kennedy versicherte daraufhin, dass die USA nie mehr militärische Maßnahmen gegen Kuba einleiten werden.